# Adrastus miegi
Adrastus miegi là một loài bọ cánh cứng trong họ Elateridae. Loài này được Graells miêu tả khoa học năm 1858.